# I Was a Fool
I Was a Fool är en låt av den kanadensiska popduon Tegan and Sara, utgiven som den andra singeln från deras sjunde album Heartthrob den 24 april 2013. Låten skrevs av Tegan and Sara och producerades av Greg Kurstin. Det är en popballad som inleds med ett pianoriff inspirerat av Rihannas "Unfaithful". I Kanada nådde singeln plats 19 på Canadian Hot 100 som bäst och har senare sålt platina. Videon till låten regisserades av Shane Drake och gästas av skådespelerskan Mae Whitman. Låten har även spelats in som cover av Bridgit Mendler.

## Låtskrivandet

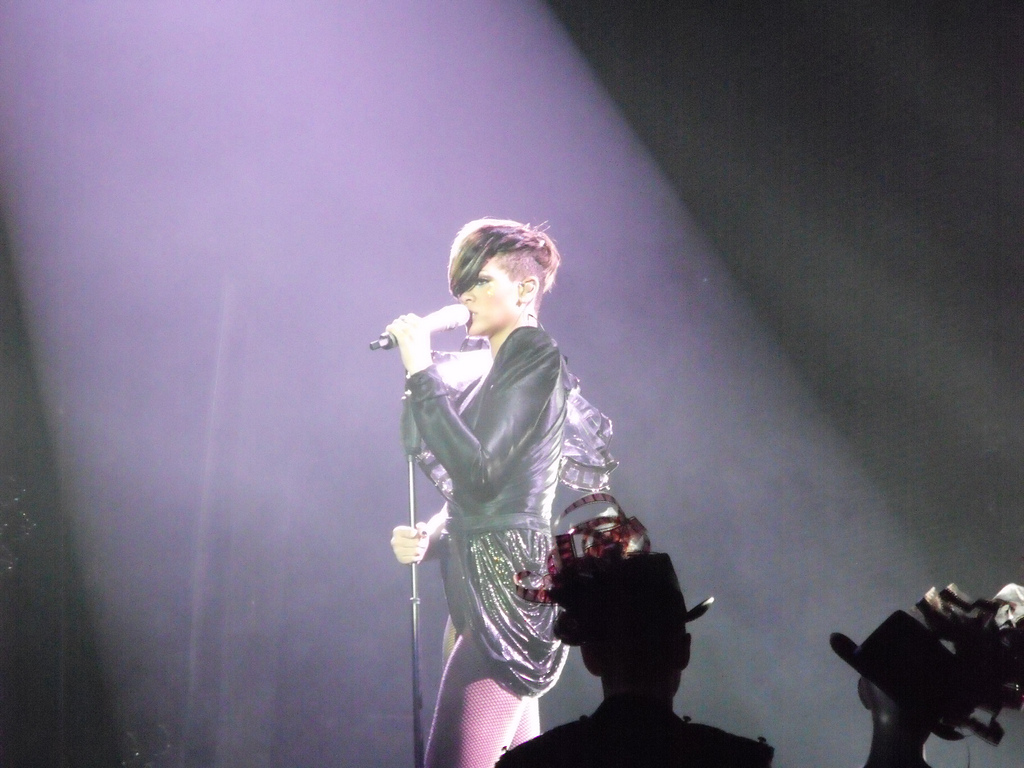
Rihanna uppträder med låten "Unfaithful", som inspirerade Tegan Quin att skriva en pianoballad.

I november 2011 meddelade Tegan and Sara att de skrev nytt material för sitt sjunde studioalbum; Tegan sa att "[vi] är tillbaka i våra hemstudior och jobbar på nya låtar. Vi ser verkligen fram emot att göra en ny skiva nu. Vår förhoppning är att vara tillbaka i studion tidigt 2012." Tegan komponerade "I Was a Fool" och skrev verserna och refrängen. Hon började komponera låten på gitarr men övergick till piano, inspirerad att skriva en pianoballad efter att ha hört Rihannas "Unfaithful". "Jag lyssnade på [den] och ville skapa ett liknande pianoriff". Hon ville också att "I Was a Fool" skulle vara "något riktigt sorgset och lite fucked men något som alla skulle känna igen sig i".
Tegan har kommenterat följande om hur hon skrev texten: "Jag var i Los Angeles där jag har ett hem med min flickvän och jag plinkade lite på gitarren. Vi gick ut på några ärenden och halvvägs där sa jag till min flickvän, 'Vi måste gå tillbaka'. Jag hade textraden 'Jag uppförde mig' fast i huvudet, så jag gick hem och spelade in den delen. Jag satt vid min dator i ungefär en vecka och satt sedan ner för att fortsätta skriva, och resten av låten kom på plats väldigt fort." Sara skrev låtens stick, vilket Tegan har berättat i en intervju: "Det var åtta eller 16 bars tystnad i låten–Jag kommer inte ihåg antalet–som jag bara hade lämnat kvar till henne. Hon ringde mig och bara, 'Det är omöjligt! Du måste lägga in en gitarr eller något där.' Så det slutade med att jag bara använde samma ackord från refrängen och hon sjöng över det."

## Produktion
Den ursprungliga demon till "I Was a Fool" innehöll enbart ett piano, en akustisk gitarr och synthesizer. Tegan visade den för sex producenter, däribland Greg Kurstin. Tegan kommenterade: "Han var den enda producenten av alla producenter vi pratade med som kände att, 'Det här är en poplåt, en stor popsingelballad'. Jag sa bara 'Va?'. Det är fantastiskt att han hörde det." Detta hjälpte duon att välja vem de skulle arbeta med på deras sjunde album, som fick titeln Heartthrob och spelades in mellan februari och maj 2012.
Produktionen av "I Was a Fool" ägde rum i olika studior i Los Angeles, Kalifornien. Originalmixen skapades vid Echo Studio med Kurstin som producent och Jesse Shatkin som ljudtekniker. Billy Bush spelade in trummorna, framförda av Joey Waronker, vid EastWest Studios i Hollywood, assisterad av Andrew Ford och Jeremy Miller. Låten mixades av Manny Marroquin vid Larrabee Studios med hjälp från Chris Galland och Del Bowers. Slutligen utfördes mastering av Brian Gardner vid Bernie Grundman's studio, också i Hollywood. I en intervju på MTV Hive berättade Sara: "Jag tycker att den överraskade mig så mycket, det var en vackert skriven låt av Tegan men något i produktionen och mixen lät verkligen som en superklassisk låt för mig. Nästan som jag inte kunde tro att det var vår låt". Vidare nämnde hon att det var en av hennes favoritlåtar från Heartthrob att framföra live.

## Komposition
Musikaliskt sett går "I Was a Fool" i fyrtakt i ett tempo på 88 taktslag per minut och har en längd på tre minuter och 24 sekunder. Den skrevs ursprungligen i B♭ och röstläget spänner mellan A♭3 och D♭5. Texten beskriver två personer i ett dåligt förhållande som inte gör något åt sin situation och när den ena personen ständigt packar sin väska utan att lämna deras hem känner sig denna person som en idiot. Annie Zaleski från The A.V. Club och AbsolutePunk-skribenten Drew Beringer menade att "I Was a Fool" påminde om 1980-talets powerballader och band som Heart. Sarah H. Grant från Consequence of Sound skrev att låten lät som den irländska gruppen The Corrs medan Chris Martins från Spin kallade den för en Kate Bush-liknande ballad. Enligt Carolyn Vallejo från Alter the Press! lät den som en låt från Britney Spears album …Baby One More Time.

## Mottagande

### Kritisk respons
"I Was a Fool" möttes av positiv kritik från musikrecensenter. Carl Williott från Idolator beskrev den som en "varm, skimrande låt som får dig att svänga" medan en annan skribent från samma webbplats, Stephen Sears, kallade den för den bästa låten på Heartthrob och uttryckte sig, "Gwen Stefanis smink kommer att rinna då hon gråter med avund över [låten]". Även Michael Nelson från Stereogum hyllade "I Was a Fool" som skivans bästa låt och skrev att den "låter som en omedelbar klassiker, något som skulle kunna vara ett soundtrack när miljontals par gör slut de kommande åren och samtidigt vara framträdande i vårt kulturella medvetande tre decennier från nu". I en recension för Drowned in Sound kallade Marc Burrows låten för ett av albumets "bästa stunder" tillsammans med "Love They Say" och "Now I'm All Messed Up", med betoning på textens karaktär: "Hjärtesorgen kommer i vågor men den den är aldrig överdriven, aldrig för mycket. Istället är den riktigt slagkraftig..."
När Sarah H. Grant från Consequence of Sound recenserade Heartthrob skrev hon att "I Was a Fool" var "magnifik" och menade att den var en "väsentlig låt" från albumet tillsammans med "Now I'm All Messed Up" och "Closer". Laura Snapes från Pitchfork Media använde låten för att exemplifiera hur albumet inte skulle komma att bli något generiskt eller radiovänligt. Billboard-skribenten Jason Lipshutz kommenterade att "Texten är simpel men effektiv och Tegan yttrar varje ord med mening". Däremot kallades låten för ett "tidigt misslyckande" av Dan Weiss i en annars positiv albumrecension av tidskriften Paste. Weiss noterade även att det var albumets enda låt som inte hade "någon minnesvärd fras som du inte kommer att kunna släppa till åtminstone april". Carolyn Vallejo skrev för Alter the Press! att den "underskrider ironipop och håller dem fast i pojkbandområdet" och beskrev den som "sockersöt och lite för naiv".

### Kommersiell prestation
"I Was a Fool" gick in på plats 73 på Kanadas singellista Canadian Hot 100 den 18 maj 2013 och nådde topplaceringen 19 den 20 juli. Sammanlagt tillbringade den 22 veckor på listan. Låten nådde första plats på CBC Radio 2 Top 20, vilket gjorde Tegan and Sara till de första tvillingarna någonsin att toppa listan. På den amerikanska Billboard-listan Adult Top 40 nådde den plats 37, vilket var andra gången gruppen var med på listan efter "Closer". I Kanada sålde låten guld den 18 juli 2013 och platina den 26 augusti 2015, enligt Music Canada.

## Musikvideo
Videon till låten regisserades av Shane Drake och hade premiär online den 24 april 2013 på Tegan and Saras Youtubekanal. I videon framför Tegan låten sittande vid ett piano. En kvinna spelad av Mae Whitman ligger gråtande i en säng medan hon tittar på en tavla signerad "Sid". Hon får sedan ett telefonsamtal från samma person, Sidney, vars namn visas på mobilskärmen, men hon vänder bara telefonen med skärmen ner mot bordet. Sara syns stående i bakgrunden och sjunger sina delar av låten. Kvinnan sätter sig ner bland krossade LP-skivor och plockar upp ett exemplar av Heartthrob. Hon går sedan ut från byggnaden för att slänga målningen i soporna och bränna upp olika pappersföremål. Därefter kastar hon ner bitarna från de krossade skivorna för en balkong. Videon avslutas med att Tegan och Sara står på var sin sida av ett fönster. När Tegan lägger handen på fönstret försvinner Sara och Tegan ersätts av kvinnan som tittar ut mot solen.

## Liveframträdanden
Tegan and Sara framförde "I Was a Fool" live första gången i Vancouver den 23 september 2012, tillsammans med "Now I'm All Messed Up" och "I'm Not Your Hero". Den 31 januari 2013 gästade duon Jimmy Kimmel Live! för att spela "I Was a Fool" och "Closer". Framträdandet recenserades av Kyle McGovern från Spin, som skrev att "det kanadensiska paret blandade på ett vackert sätt akustisk gitarrklink och deras signaturharmonier med en melodiös pianoslinga, vilket möttes av välförtjänt jubel och visslingar från publiken". De har även framfört låten vid Billboard Women In Music 2013 och vid Virgin Red Room i februari 2014.

## Covers och remixer

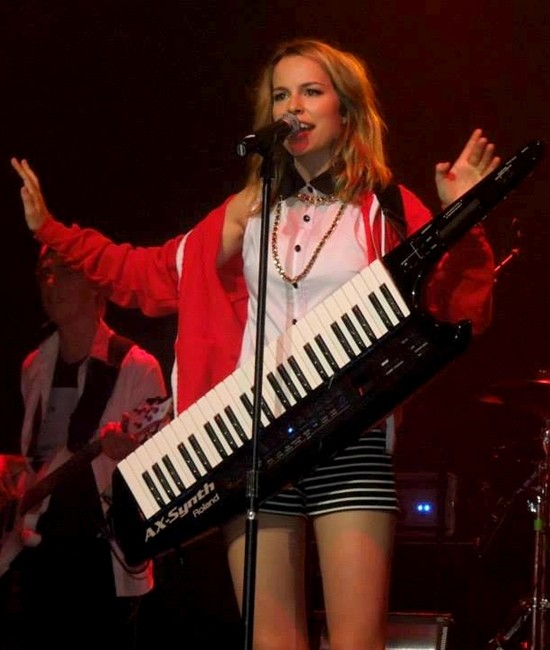
Bridgit Mendler gav ut en cover på "I Was a Fool" i februari 2013.

I februari 2013 utgav den amerikanska sångerskan Bridgit Mendler en cover på "I Was a Fool". Mendler valde att spela in låten efter att ha sjungt den nonstop i flera veckor. En musikvideo släpptes på Mendlers Youtubekanal den 20 februari, i vilken hon sjunger på en gammal scen med en står ridå i bakgrunden. En gitarrist och en keyboardist ackompanjerar Mendler. Videon är filmad i svartvitt. Mendlers tolkning av låten fick positiv kritik. Carl Smith från Sugar Space skrev att han älskade den och att "Bridgit har gett melodin en akustisk tvist med en dramatisk svarvit video att matcha med. Det finns bokstavligt talat inget som den här tjejen inte kan göra". Richard Dawson från 5 Things About Pop jämförde covern med Mendlers egen låt "Hold on for Dear Love" och skrev att den var underbar. Recesenter från Teen Beat kommenterade att de blev förälskade i låten och Mendler var väldigt exalterad. I maj 2013 framförde Mendler låten på MTV Live UK.
Matthew Dear släppte en remix av "I Was a Fool" den 18 april 2013. Den bygger på en "isig, långsamt uppbyggande ambient basgång och beat" vilket enligt Michael Nelson från Stereogum gjorde Tegan and Saras sångröster "på något sätt ännu mer hjärtekrossande". Den 21 maj 2014 inledde duon ett samarbete med det webbaserade musikföretaget Indaba Music för att starta upp en remixtävling för låten. Priset för bästa remix var 750 dollar, en plats på någon av Tegan and Saras officiella utgivningar, signerad merchandise och exponering på deras webbplats. Tävlingen varade fram till den 18 juni 2014 och priset gick till remixaren VBND. Den 30 september 2014 släpptes den 16-spåriga remixsamlingen I Was a Fool Remixed, där bland annat Matthew Dear och VBND:s remixer fanns med.

## Låtlista
| 1. | I Was a Fool | 3:24 |

| 1.  | I Was a Fool (Matthew Dear Remix)    | 4:46 |
| 2.  | I Was a Fool (Monsieur Adi Remix)    | 4:30 |
| 3.  | I Was a Fool (Mirror Machines Remix) | 2:54 |
| 4.  | I Was a Fool (Drop the Lime Remix)   | 5:16 |
| 5.  | I Was a Fool (Chuck Inglish Remix)   | 3:11 |
| 6.  | I Was a Fool (Gazzo Remix)           | 5:18 |
| 7.  | I Was a Fool (Sombear Remix)         | 4:12 |
| 8.  | I Was a Fool (Austin Leeds Remix)    | 6:30 |
| 9.  | I Was a Fool (Ellingson Remix)       | 3:58 |
| 10. | I Was a Fool (Anand Greenwell Remix) | 5:18 |
| 11. | I Was a Fool (Apparent Motion Remix) | 4:18 |
| 12. | I Was a Fool (Make + Model Remix)    | 3:49 |
| 13. | I Was a Fool (Murge Remix)           | 3:02 |
| 14. | I Was a Fool (Osinachi Remix)        | 3:34 |
| 15. | I Was a Fool (Speak Remix)           | 3:38 |
| 16. | I Was a Fool (VBND Remix)            | 3:54 |

## Medverkande
Medverkande är hämtade ur albumhäftet till Heartthrob.
Platser
- Inspelad vid Echo Studio, Los Angeles, Kalifornien; trummor inspelade vid EastWest Studios, Hollywood, Kalifornien
- Mixad vid Larrabee Sound Studios, Los Angeles, Kalifornien
- Masterad vid Bernie Grundman Mastering, Hollywood, Kalifornien

Medverkande
- Låtskrivare, sång – Tegan Quin, Sara Quin
- Produktion, inspelning, ljudtekniker, programmering, keyboard, gitarr, elbas – Greg Kurstin
- Trummor – Brian Gardner
- Inspelning av trummor – Billy Bush
- Inspelning av trummor (assistent) – Andrew Ford, Jeremy Miller
- Ytterligare ljudtekniker – Jesse Shatkin
- Ljudmix – Manny Marroquin
- Ljudmix (assistent) – Chris Galland, Del Bowers
- Mastering – Brian Gardner

## Listplaceringar och certifikat
| Lista (2013–14)                 | Högsta position |
| ------------------------------- | --------------- |
| Kanada (Canadian Hot 100)       | 19              |
| Kanada AC (Billboard)           | 9               |
| Kanada CHR/Top 40 (Billboard)   | 11              |
| Kanada Hot AC (Billboard)       | 8               |
| USA Adult Pop Songs (Billboard) | 37              |

| Lista (2013)              | Högsta position |
| ------------------------- | --------------- |
| Kanada (Canadian Hot 100) | 62              |

| Kanada (Music Canada)           | Platina | 80 000^ |
| ^siffror baserade på certifikat |         |         |

## Utgivningshistorik
| Land            | Datum             | Format           | Skivbolag           |
| --------------- | ----------------- | ---------------- | ------------------- |
| Kanada          | 24 april 2013     | Digital singel   | Vapor, Warner Bros. |
| Irland          | 7 juni 2013       | Digital singel   | Vapor, Warner Bros. |
| Storbritannien  | 7 juni 2013       | Digital singel   | Vapor, Warner Bros. |
| Internationellt | 30 september 2014 | Digital remix-LP | Vapor, Warner Bros. |